# Abel Viana
Abel Gonçalves Martins Viana OIP (Viana do Castelo, 16 de Fevereiro de 1896 — Beja, 17 de Fevereiro de 1964), foi um arqueólogo, etnógrafo e professor português.

## Biografia

### Carreira profissional
Entre 1910 e 1913 viveu na cidade do Rio de Janeiro, no Brasil, tendo ali começado o seu interesse pelas ciências históricas e naturais. Começou a estudar arqueologia e etnografia enquanto exercia como professor do ensino primário na região do Minho, tendo sido nos periódicos estrangeiros e do Alto Minho que começou a publicar os seus primeiros artigos. Dedicou-se inteiramente à arqueologia e etnografia, tendo-se destacado como um dos mais importantes arqueólogos em Portugal.
Em Beja, trabalhou nos campos da arqueologia, etnografia e folclore, tendo feito vários estudos para a imprensa, e publicado diversos livros. Colaborou na Revista de Arqueologia. Era sócio correspondente de vários instituições no exterior, e foi bolseiro do Instituto de Alta Cultura e do Instituto Nacional de Educação. Em 1940, começou a trabalhar no Museu de Beja. Em 1945, recebeu o primeiro prémio do Concurso de Monografias Regionais, organizado pela Repartição de Turismo da Secretariado Nacional de Informação, com a obra Monografia de Beja.
Entre 1937 e 1949, estudou os monumentos funerários na zona de Monchique, junto com José Formosinho e Octávio da Veiga Ferreira. Em 1953, os três investigadores publicaram a obra Estudos Arqueológicos nas Caldas de Monchique, editada pelo Instituto de Alta Cultura. Em 1946, Abel Viana e Georges Zbyszewski fizeram estudos na zona do Castelo de São Jorge, em Lisboa, tendo encontrado vários objectos pré-históricos. Também colaborou nas investigações da antiga cidade romana de Balsa, tendo escavado uma necrópole nas Pedras del Rei, e descoberto várias peças que foram depois integradas na colecção do Museu Nacional de Arqueologia.
Na década de 1940, fez pesquistas arqueológicas no Largo da Sé, em Faro. Em 1952, identificou definitivamente a localização da povoação romana de Ossónoba no mesmo sítio do que a moderna cidade de Faro, refutando desta forma a teoria centenária que Ossónoba se situava nas ruínas de Milreu, em São Brás de Alportel. Em 1957, dirigiu a 20.ª Missão Estética de Férias, em Viana do Castelo.
Na altura do seu falecimento, estava a dirigir várias escavações arqueológicas na zona de Nossa senhora da Cola, no concelho de Ourique. Entre as suas descobertas, destaca-se um capacete celta em prata, que foi posteriormente reidentificado como uma taça cerimonial.

### Falecimento
Abel Viana faleceu subitamente em 17 de Fevereiro de 1964, aos 68 anos de idade. Morreu na cidade de Beja, onde vivia há cerca de 24 anos. O funeral realizou-se no dia seguinte, em Lisboa.

## Homenagens
Em 9 de Maio de 1934, foi homenageado com o grau de oficial na Ordem da Instrução Pública.